# Passira
Passira est une municipalité brésilienne située dans l'État du Pernambouc.